# Wernher von Braun
Wernher von Braun, punim imenom Wernher Magnus Maximilian Freiherr von Braun (Wirsitz, 23. ožujka 1912. - Alexandria, SAD, 16. lipnja 1977.), njemačko-američki raketni stručnjak i bivši časnik SS-a. Jedan od vodećih stručnjaka za rakete i raketna oružja u nacističkoj Njemačkoj i jedan od konstruktora za ono doba dalekometnog projektila V-2, kojim je od 1944. do 1945. bombardirana Velika Britanija i Antwerpen, luka u Belgiji. Nakon kapitulacije Njemačke, von Braun je s oko 127 raketnih stručnjaka s kojima je u Peenemündeu radio na razvoju raketa u vojne svrhe emigrirao u SAD gdje je nastavio rad na razvoju i usavršavanju raketa. Pod njegovim vodstvom izgrađeno je u SAD-u nekoliko novih tipova raketa nosača za svemirske letove, među kojima i raketa Jupiter-C, kojom je 1958. lansiran prvi američki umjetni satelit Explorer 1. Poslije je radio na projektu gigantske rakete Saturn V. Smatra se glavnim američkim raketnim stručnjakom, zaslužnim za uspjeh programa Apollo, za let na Mjesec svemirskih brodova s ljudskom posadom.

## Raketa V-2
Raketa V-2 je uspravljena visoka 14 metara, promjera tijela 1,65 m i raspona stabilizatora 3,6 m. Masa rakete napunjene gorivom i oksidatorom je bila oko 13 tona. Prva 2 metra na vrhu sačinjavala je eksplozivna bojna glava, napunjena s 1 tonom konvencionalnih eksploziva. Ispod nje nalazila se 1,5 metarska sekcija s instrumentima, 6 metarska sekcija sa spremnicima za gorivo i 4,5 metarska sekcija koja je sadržavala motor. Sekcija s instrumentima sadržavala je automatski pilot, akcelerometar i radio opremu. Automatski pilot je bio napravljen od dva električna žiroskopa koja su stabilizirala kretanje rakete po različitim osima, šaljući električne signale nizu upravljačkih kormila na stabilizatorima i u podnožju motora. Sekcija s instrumentima sadržavala je također i nekoliko čeličnih boca koje su sadržavale komprimirani dušik, koji je služio za održavanje tlaka u spremnicima goriva i za pokretanje nekih ventila.
V-2 raketa sadržavala je dva spremnika, jedan za gorivo i drugi za oksidator. Jedan spremnik je sadržavao tekući kisik, dok je drugi sadržavao kombinaciju 75 % alkohola i 25 % vode (za dodatno hlađenje). Sam motor sastojao se od komore za izgaranje, ventila, cijevi za gorivo, crpke za tekući kisik, crpke za alkohol, parom pogonjene turbine koja je pogonila obje crkpe za gorivo i oksidator (pomoćno gorivo vodikov peroksid se na dovoljno visokoj temperaturi pretvaralo u kisik i vodenu paru, a vodena para je pokretala turbine, koje su stvarale tlak za ubrizgavanje goriva i oksidatora u motor). Zgotovljene V-2 rakete transportirane su željezničkim vozilom iz tvornice u skladišna područja, te prebačene putem specijalnih prikolica i dizalica. Skladištenje je trajalo svega nekoliko dana, jer su pokusi pokazali da dulje skladištenje rezultira većim brojem neuspješnih lansiranja. Nakon što su bile uskladištene, rakete su transportirane kamionima i vagonima na njihova lansirna područja. 
Pripreme za lansiranje obuhvaćale su instaliranje komponenti za navođenje, upravljačkih lopatica, upaljača motora i ukrcavanje goriva. Prije lansiranja napravljeno je i nekoliko redovitih testova, uključujući tzv. "suho provjetravanje" spremnika za gorivo komprimiranim dušikom, kako bi se otkrili eventualni procjepi (što se otprilike čini i danas). Lansiranjem je upravljano sa zaštićene lokacije, 200 m do 300 m dalje od rakete, najčešće iz oklopnog vozila. Kada je raketa bila spremna za let, kontrolni časnik bi električnim putem upalio upaljače. Protok goriva uključen je putem elektromagnetskih ventila. Tekući kisik i alkohol tekli su pod utjecajem gravitacije u ispušnu sapnicu, gdje su upaljeni pomoću upaljača. To nije bilo dovoljno da se raketa pokrene, ali je dalo kontrolnom časniku vizualnu indikaciju da raketa pravilno radi, pa bi on potom električnim putem pokrenuo crpke za gorivo i oksidator. Nakon otprilike 3 sekunde, parna turbina crpke za gorivo dostigla je svoju punu brzinu, protok goriva dostigao je svoju punu vrijednost od 275 kg/s, a potisak motora punu snagu od oko 25 tona (oko 250 kN).
Raketa V-2 se nakon toga počela polako okomito uspinjati oko 4 sekunde, te je potom uz pomoć žiroskopskog sustava upravljanja usmjerena na svoj programirani lansirni kut (najčešće 45°, što daje najveći domet). Nakon otprilike 65 do 70 sekundi protok goriva se prekida, motor se gasi. Raketa je do tog trenutka dostigla brzinu od 1,5 km/s do 2 km/s i visinu od 80 km do 90 km, nastavljajući svoj let po inerciji balističkom putanjom na daljinu do 350 km.
Rad na usavršavanju A-4 raketa i njihova daljnja pokusna lansiranja nastavljena su u većim, odnosno manjim vremenskim razmacima. Noću, 16. na 17. kolovoza 1943., saveznički su bombarderi napali Peenemünde i nanijeli bazi velike ljudske i materijalne gubitke, jer su obavještajne službe otkrile da će uskoro početi masovna serijska proizvodnja ovog novog tajnog oružja. No, u međuvremenu je izgrađena nova tvornica i raketno postrojenje Mittelwerk, u gorju Harz, u središnjoj Njemačkoj, pa su ispitivanja i serijska proizvodnja vrlo brzo nastavljeni.
Dne 15. ožujka 1944., Gestapo je uhitio von Brauna i njegova dva suradnika zbog navodne sabotaže A-4 programa, te pod optužbom da im je jedini cilj konstruiranje raketa za let u svemir, a ne oružja. Međutim, Dornberger je direktno apelirao Hitleru i uvjerio ga u važnost von Brauna i njegovog tima, pa su oni ubrzo oslobođeni.
Uvečer, 8. rujna 1944., prva raketa tipa A-4, popularno nazvana V-2 (njem. Vergeltungswaffe 2 - oružje osvete 2), pala je na London. Kod gradića Wassenaar u Nizozemskoj, nedaleko Den Haaga, poletjela je okomito uvis, postigla najveću visinu leta od 80 km i prenijela gotovo 1000 kg eksploziva na udaljenost od preko 300 km.
Njemačka V-2 raketa smatra se jednim od najznačajnijih dostignuća Drugog svjetskog rata, odmah nakon razvoja američke atomske bombe. Međutim, treba napomenuti da su njemački inženjeri do kraja rata predvidjeli i brojne nove verzije raketa, kasnije zapravo ostvarene u okviru američkog i ruskog raketnog i svemirskog programa. Tako su osmišljeni koncepti sve do A-12 rakete, koja je predstavljala prvi stupanj trostupanjske rakete potiska od 1000 tona, koja bi mogla u svemir ponijeti koristan teret od 30 tona.
Početkom 1945. bilo je jasno da će Njemačka izgubiti rat, pa se Wernher von Braun tajno sastao s višim osobljem kako bi odlučili hoće li ostati u Peenemündeu i tako se vjerojatno predati Sovjetima ili otići južnije i predati se Amerikancima. Sa svih strana stizale se različite zaqpovijedi, a na kraju je odlučeno da će se ljudi i oprema povući u grad Bleicherode, u Harz gorju i tamo se predati američkim snagama. Von Braun je uredio da se tone osjetljivih dokumenata, kao i obitelji njegovih suradnika i zaposlenika prebace na jug. Rat je izgubljen i Njemačka mnogo godina neće moći graditi ni rakete, ni raketne avione, ni raketne brodove za prodor u međuplanetarni prostor. Pritom je postojala opasnost, da će bogata tradicija njemačke istraživalačke djelatnosti na području leta u svemir propasti u krhotinama tog vremena.
Nakon što su stigli na odredište, von Braun je preko svog brata kontaktirao saveznike, nakon čega su oni organizirali izvlačenje prvo višeg osoblja, a potom i masovnu evakuaciju ostalih zaposlenika i njihovu pripremu za siguran transport u SAD. Saveznici su 10. travnja 1945. osvojili Mittelwerk postrojenje, te su američke snage potom brzo provele plan izvlačenja raketa i opreme iz tvornice, jer je prema ugovoru iz Jalte ovo područje trebalo potpasti pod utjecaj Sovjetskog Saveza. Većina opreme transportirana je željeznicom iz Nordhausena u Antwerpenu, krajem svibnja, samo jedan dan prije dolaska Sovjeta. Preveženo je 341 vagona opreme, odnosno dovoljno materijala, opreme i dijelove da se napravi oko 100 V-2 projektila. Potom je cjelokupni teret iz Antwerpena prebačen brodovima u New Orleans, a zatim u Novi Meksiko (White Sands Proving Ground, Roswell), SAD.
U isto vrijeme odvijala se potraga i prenošenje vitalnih dokumenata koje je von Braun prethodno pohranio u tunele u planinama Harz i koji su sadržavali detaljne informacije o razvoju njemačkih raketa od 1932. do 1945.

### Razdoblje nakon Drugog svjetskog rata
U kolovozu 1945. von Braunu i njegovim suradnicima američka je vojska ponudila jednogodišnje ugovore. Ugovori su ponuđeni samo glavnim znanstvenicima i inženjerima. Članovi obitelji ostali su u Europi pod skrbništvom vojske, a troškovi njihova zbrinjavanja odbijani su od plaća znanstvenika. Svih 127 znanstvenika kojima je ugovor ponuđen prihvatili su ga. Prva grupa od 7 njemačkih znanstvenika, uključujući Wernhera von Brauna, stigla je u Fort Strong u Bostonu, krajem rujna. Vojska je transportirala von Brauna u Washington da započne seriju sastanaka s vojnim zapovjednicima, a šest ostalih znanstvenika prebačeno je u Aberdeen Proving Ground da započnu pregledavati i sređivati tone tamo transportiranih njemačkih dokumenata. Nakon toga svi su znanstvenici, uključujući von Brauna, prebačeni u Fort Bliss, u Teksasu, gdje je vojska uredila ispitni poligon za navođene projektile.
Iako je SAD priskrbio glavni dio kompetentnih njemačkih raketnih stručnjaka, Sovjetski Savez, a dijelom i Francuska i Velika Britanija, osigurali su također jedan dio njemačkih znanstvenika i opreme. Nakon što su preuzele jurisdikciju nad Mittelwerk postrojenjem, u lipnju 1945., sovjetske su snage ubrzo počele sakupljati i ispitivati preostalo njemačko raketno osoblje. Osigurano je oko 3 500 ljudi, ali to je bilo pretežno nestručno osoblje ograničene vrijednosti za razvoj rakete. Oko 5 000 ljudi uključeno u njemačku raketnu industriju već je napustilo Mittelwerk područje s von Braunom prije kraja rata, a još je 1 000
pobjeglo iz područja nakon što su Sovjeti preuzeli nadzor. 
Najveći sovjetski dobitak bio je visoki njemački znanstvenik Helmut Grottrup, koji je potpisao dobrovoljni radni ugovor s Crvenom armijom, sličan onome kojeg su Amerikanci ponudili von Braunu. Grottrup je postavljen da vodi ponovno oživljeno raketno proizvodno postrojenje Mittelwerk, gdje je također provodio istraživanja pod sovjetskim nadzorom. Grottrup je ostao u Mittelwerku sve do listopada 1946. godine, kada je zajedno s još 200 svojih njemačkih suradnika bez najave premješten u Rusiju. Tamo su u ograničenom obimu sudjelovali u razvoju sovjetskih raketa. Napredna raketna istraživanja koja su bila u tijeku u SSSR-u držana su u tajnosti od njemačkih znanstvenika, jer ih je poslije trebalo vratiti u Njemačku. 
Britanci i Francuzi su odmah poslije rata također ograničeno iskoristili njemačke znanstvenike, ali ni jedni ni drugi nisu imali dovoljno resursa da se nastave baviti naprednim programima razvoja raketa i balističkih projektila.

#### Hladni rat
Nakon Drugog svjetskog rata Njemačka i većina ostalih europskih zemalja bile su u ruševinama. Jedine zemlje koje su bile istinski u stanju nastaviti razvijati rakete bile su SAD i SSSR, koje su u međuvremenu postale dvije najveće svjetske velesile. U svijetu se do kraja Drugog svjetskog rata u razvoj raketa utrošilo mnogo manje materijala i na njemu se radilo s mnogo manje elana nego u Njemačkoj, pa su njemačka raketna istraživanja i njeni raketni stručnjaci u velikoj mjeri uključeni u daljnji razvoj raketa u tim zemljama.
No, od sredine 1950-tih, nakon proglašenja Međunarodne geofizikalne godine (IGY), sovjetskog lansiranja Sputnika i postupne obnove ratom razrušenih gospodarstva, europske su se zemlje počele udruživati oko projekta razvoja vlastite rakete i vlastitog svemirskog programa, a u tom su smjeru krenule i Japan, Kina, Indija, Kanada, Brazil i neke druge zemlje.

#### Sjedinjene Američke Države
Iako je američko istraživanje raketa do kraja Drugog svjetskog rata, u usporedbi s razvojem u Njemačkoj, bilo skromnih razmjera, solidna testna podloga bila je za to vrijeme uspostavljena. Tome su doprinijela tri glavna, iako tek poslije povezana čimbenika. Prvo, to su Goddardova istraživanja, drugo to su istraživanja i rad Američkog interplanetarnog (kasnije raketnog) društva i treće istraživanja pri Kalifornijskom institutu za tehnologiju.
Američko interplanetarno društvo ili AIS (engl. American Interplanetary Society) osnovali su 1930. Edward G. Pendray i David Lasser. Bilo je to prvo udruženje u Americi, koje je gradilo i iskušavalo rakete. Pendray je sa svojom ženom 1931. posjetio njemački raketni aerodrom u Berlinu, pa je po povratku u SAD odlučeno da će AIS, po uzoru na VfR, konstruirati vlastite rakete. Četiri godine nakon osnutka, 1934., udruženje mijenja ime u Američko raketno društvo ili ARS(engl. American Rocket Society) i počinje raditi na razvoju i popularizaciji raketne tehnike. Članovi tog udruženja 1941. stvaraju jezgru poduzeća "Reaction Motors", Inc., prve kompanije posvećene isključivo razvoju raketne tehnologije (JATO i testne rakete).
Pravi razvoj američke rakete započeo je 1936., kada je istraživalac zrakoplovstva i aerodinamičar prof. dr. Theodore Karman u Visokoj tehničkoj školi Kalifornije osnovao neku vrst udruženja za istraživanje raketa. Tom su udruženju pristupili istraživači Frank J. Malina, Hsue-Shen Tsien, A. M. O. Smith, John W. Parsons, Edward S. Forman i Weld Arnold, koji je i financirao prve radove. Glavni cilj te skupine bila je konstrukcija rakete za istraživanje velikih visina. Rad je, međutim, dao mnogo veće rezultate. Istraživači su otkrili čitav niz novih pogonskih sredstava za rakete, stvorili prvu američku pomoćnu raketu za start aviona i izvršili važna istraživanja teoretskih osnova.
Tijekom Drugog svjetskog rata ova je grupa, povezana s Kalifornijskim institutom za tehnologiju, utemeljila "Aerojet Engineering Corporation", raketno poduzeće koje se također bavilo razvojem i proizvodnjom testnih i pomoćnih raketa za uzlijetanje zrakoplova. 
29. srpnja 1958. osnovana je NASA s ciljem osiguranja da mirotvorno istraživanje svemira od strane SAD-a provodi civilna, a ne vojna organizacija. Američka je vojska istodobno nastavila voditi svoj paralelni vojni svemirski i raketni program, 1984. godine konačno ujedinjen pod autoritetom Američkog svemirskog zapovjedništva (engl. US Space Command;;), koristeći se glavnim pripremnim i lansirnim područjima u vojnom dijelu Cape Canaverala (Florida) i Vandenberga (Kalifornija). 
NASA je odmah sklopila ugovore s američkom vojskom i njenim dobavljačima o opskrbi raketama, potrebnim za lansiranje civilnih satelita i svemirskih letjelica. Glavna NASA-ina lansirna vozila, uključujući Redstone, Juno, Atlas, Delta (Thor) i Titan rakete, kao i njihovi dodatni gornji stupnjevi Able, Agena i kasniji kriogenički Centaur, proizlazili su direktno iz vojnih programa. NASA je od vojske naslijedila i vojno sponzorirani Jet Propulsion Laboratory (JPL), te ABMA-in dizajnerski tim predvođen Wernherom von Braunom, čija je stručnost za NASA-u bila od vitalne važnosti.